# Кумахов, Мухадин Абубекирович
Мухадин Абубекирович Кумахов (кабард.-черк. Къумахуэ Абубэчыр и къуэ Мухьэдин; 29 июля 1928 — 7 июня 2008, Москва) — российский адыгский учёный-кавказовед, лингвист, компаративист. Доктор филологических наук, профессор. Главный научный сотрудник Института языкознания РАН.
Член ряда академий (РАЕН, Грузинской академии наук и др.), почётный доктор наук Лундского университета (Швеция), лауреат международной премии имени А. С. Чикобава за вклад в кавказоведение, член SCE (Европейское общество кавказоведов), член редколлегии международного издания «Ежегодник иберийско-кавказского языкознания» (ЕИКЯ).

## Биография
В 1952 году с отличием окончил Тбилисский государственный университет.
Длительное время работал в отделе кавказских языков Института языкознания Академии наук СССР, до своего перехода в отдел лингвистической компаративистики, которым заведывала Н. З. Гаджиева. После её смерти в 1991 году заведующим отделом компаративистики стал М. А. Кумахов, остававшийся в этой должности до 2005 года.
М. А. Кумахов работал по нескольким направлениям — занимался исследованиями западно-кавказских языков, проблем общей теории грамматики, типологии, компаративистики, реконструкции. Интересы лежали также в сфере фольклора, народного эпоса и его связи с культурой. Был также признанным специалистом по истории, языку и культуре убыхов.
Принимал активное участие в работе многих международных научных конгрессов и форумов: в Париже (Франция), Лондоне, Оксфорде (Англия), Берлине, Мюнхене, Бамберге, Марбурге (Германия), Стамбуле, Анкаре (Турция), Бухаресте (Румыния), Сан-Себастьяне (Испания) и др. В 1991—1998 как приглашённый профессор работал в Лундском университете в Швеции, где написал две научные монографии (совместно с профессором К. Вамлинг).
В 1997 году при учреждении Академии наук Абхазии (АНА) избран её почётным членом
Работы М. А. Кумахова переведены и опубликованы в разных странах. Его учениками являются многие кандидаты и доктора наук.

## Научный вклад
Исследуя в сравнительном аспекте морфологию адыгских языков (1964; 1971), М. А. Кумахов затем вплотную перешёл к проблемам сравнительно-исторической фонетики (1981) и сравнительно-исторической грамматики (1989) адыгских (черкесских) языков, осуществив реконструкцию общеадыгского языка-основы, определив отношение этого праязыкового состояния к более ранним хронологическим уровням. Детально прослеживается в его монографиях также эволюция фонетики, фонологии и грамматики в период после распада общеадыгского единства.
М. А. Кумахов исследовал и вопросы теории грамматики, фонологии, словообразования, структуры слова, функционального синтаксиса, строения полисинтетического комплекса и др., посвятив этим проблемам отдельные статьи, собранные затем в его книге «Очерки общего и кавказского языкознания» (Нальчик, 1984).
Значительное место в научной деятельности М. А. Кумахова в последние годы занимали вопросы теории функциональной стилистики адыгских языков, языка устной поэзии, языка и стиля классического фольклорного наследия адыгских народов (совместно с З. Ю. Кумаховой; 1970; 1985; 1998). В этих монографиях язык фольклора, сохраняющего многие традиционные черты морфологии, синтаксиса, лексики и семантики, исследуется в тесной связи с культурой адыгского этноса.
Участвовал в ряде крупных проектов:
- главный редактор «Адыгской (Черкесской) энциклопедии»;
- руководитель последнего проекта по унификации алфавитов и орфографии адыгского языка (принято Парламентом КБР);
- автор проекта, главный редактор и один из составителей двухтомника «Кабардино-Черкесский язык» (2006),

Автор более 200 научных работ, в том числе 12 монографий, среди которых: «Морфология адыгских языков», «Убыхский язык», «Словоизменение адыгских языков», «Сравнительно-историческая фонетика адыгских (черкесских) языков», «Очерки общего и кавказского языкознания», «Сравнительно-историческая грамматика адыгских (черкесских) языков», «Эргативность в черкесских языках».

## Основные работы
- Адыгская (Черкесская) энциклопедия / под ред. М. А. Кумахова. — М.: Фонд им. Б. Х. Акбашева, 2006. — 1247 с. — ISBN 5-99003-371-0.
- Кумахов М. А. Морфология адыгских языков. I. Синхронно-диахроническая характеристика. — Москва; Нальчик, 1964.
- Кумахов М. А., Кумахова З. Ю. Функциональная стилистка адыгских языков. — М., 1970.
- Кумахов М. А. Словоизменение адыгских языков. — М., 1971.
- Кумахов М. А. Сравнительно-историческая фонетика адыгских (черкесских) языков. — М., 1981.
- Кумахов М. А. Очерки общего и кавказского языкознания. — Нальчик, 1984.
- Кумахов М. А., Кумахова З. Ю. Язык адыгского фольклора: Нартский эпос. — М.: Наука, 1985.
- Кумахов М. А. Сравнительно-историческая грамматика адыгских (черкесских) языков. — М., 1989.
- Кумахов М. А., Кумахова З. Ю. Нартский эпос: язык и культура. — М.: Наследие, 1998.